# Фофанов, Павел Константинович
Павел Константинович Фофанов — командир орудия 90-го артиллерийского полка 19-й стрелковой дивизии 64-го стрелкового корпуса 57-й армии 3-го Украинского фронта, младший сержант — на момент представления к награждению орденом Славы 1-й степени.

## Биография
Родился 14 марта 1909 года в селе Барнуковка ныне Балтайского района Саратовской области в семье крестьянина. Русский. Член ВКП/КПСС с 1941 года. Образование начальное. С 1930 года жил в городе Вольске. Работал мастером валяльного цеха на Вольском горпромкомбинате.
В июне 1941 года был призван в Красную Армию. Воевал на Западном фронте, защищал Москву. Зимой 1942 года был назначен заряжающим в расчет артиллерийского орудия.
Во время наступления на Харьков, при отражении атаки противника весь расчет вышел из строя. Оставшись один у орудия, рядовой Фофанов вел огонь до последнего снаряда. Когда кончились снаряды, он взял автомат и вместе со стрелками продолжал отражать вражескую атаку. Приказом командира 19-й стрелковой дивизии был награждён медалью «За отвагу».
В составе той же дивизии форсировал Днепр, принимал участие в боях на криворожском направлении. На счету наводчика Фофанова к этому времени уже было до сорока уничтоженных гитлеровцев, бронетранспортер, пушка и несколько пулеметов. 2 марта 1944 года в районе села Котовка отражая контратаку противника рядовой Фофанов в составе расчета подбил штурмовое орудие, два танка и до 80 гитлеровцев. Приказом командира 19-й стрелковой дивизии от 10 марта 1944 года за мужество и отвагу проявленные в бою с немецко-фашистскими захватчиками рядовой Павел Константинович Фофанов награждён орденом Славы 3-й степени.
Через несколько дней войска фронта перешли в наступление в общем направлении Николаев, Одесса. В начале апреля 19-я стрелковая дивизия в районе Гросулово Одесской области встретила особенно сильное сопротивление. Артиллеристы, выдвинув орудие на прямую наводку, в упор расстреливали вражескую пехоту. 7 апреля расчет Фофанова, ведя огонь картечью, истребил свыше полусотни фашистов. Когда атака была отбита и гитлеровцы стали отходить, они уничтожили ещё не менее двадцати вражеских солдат и офицеров. В ночь на 14 апреля орудие Фофанова вместе с передовым стрелковым подразделением форсировало реку Днестр севернее города Бендеры. С утра противник предпринял сильную контратаку. Гитлеровцам удалось вдоль берега выйти в тыл советским воинам. Фофанов в этот критический момент вместе со своими товарищами развернул орудие на 180 градусов и беглым огнём рассеял прорвавшуюся группу врага. Всего во время боя на плацдарме он со своим расчетом уничтожил не менее тридцати вражеских солдат и офицеров. Приказом по войскам 57-й армии от 30 июня 1944 года за мужество и отвагу проявленные в бою с немецко-фашистскими захватчиками ефрейтор Павел Константинович Фофанов награждён орденом Славы 2-й степени.
В последующих боях по окружению и уничтожению ясско-кишиневской группировки противника, в ходе освобождения Болгарии и Югославии орудие младшего сержанта Фофанова, продвигаясь в боевых порядках пехоты, не раз спасало положение. Фофанов и его товарищи метким огнём уничтожили десятки огневых точек, участвовали в отражении многих контратак противника. За отвагу и мужество в этих боях Фофанов был награждён орденом Красной Звезды.
В ноябре 1944 года дивизия в составе 64-го стрелкового корпуса приняла активное участие в ожесточенной борьбе за плацдарм на правом берегу Дуная в районе города Батина. Особенно жестокий бой разгорелся за господствующую высоту 205,0. Во время штурма высоты Фофанов со своим орудием продвигался в боевом порядке стрелковой роты и прямой наводкой бил по огневым точкам противника. 6 марта 1945 года на участке Надьбайом, Куташ, где оборонялся 64-й стрелковый корпус, враг крупными силами нанес сильный удар. Отразив удар, части вновь перешли в наступление. 19-я стрелковая дивизия действовала на братиславском направлении. В начале апреля дивизия подошла к городу Братиславе и завязала бой за восточную окраину. 4 апреля младший сержант Фофанов со своим орудием, действовавшим в боевых порядках пехоты, одним из первых ворвался в город. В уличных боях отважный артиллеристы уничтожили 6 пулеметных точек и около 50 гитлеровцев. 8 апреля одним из первых переправил орудие через реку Морава и, с ходу открыв огонь по минометной батарее противника, уничтожил до 10 солдат противника.
В 1945 году был демобилизован и вернулся домой.
Указом Президиума Верховного Совета СССР от 15 мая 1946 года за отвагу и мужество проявленные в боях по освобождению Болгарии, Югославии, Венгрии и Чехословакии младший сержант Павел Константинович Фофанов награждён орденом Славы 1-й степени. Стал полным кавалером ордена Славы.
Жил в городе Вольске, работал, как и до войны, мастером валяльного цеха. Скончался 23 мая 1961 года.
Награждён орденами Славы 3-х степеней, Красной Звезды, медалями.